# Dunkles Blut
Dunkles Blut ist ein 2010 beim Verlag HarperCollins U.K. erschienener Kriminalroman von Stuart MacBride; der englische Originaltitel lautet Dark Blood. Der Roman wurde von Andreas Jäger übersetzt und 2011 als deutsche Erstausgabe vom Goldmann Verlag veröffentlicht. Es ist der sechste Roman der Logan McRae-Reihe.

## Inhalt
Richard Knox, der in Newcastle zu sechs Jahren für die Vergewaltigung eines älteren Mannes verurteilt wurde, kommt nach seiner Freilassung nach Aberdeen um im Haus seiner Großmutter zu wohnen. Aber es ist längst nicht der einzige Fall, mit dem sich Logan McRae herumschlagen muss. Steve Polmont, ein Informant seiner Vorgesetzten DI Steel ist abgängig, in Aberdeen tauchen reihenweise gefälschte 20-, 10- und 5-Pfund-Noten auf, ein Mann mit einem Kleinkind im Kinderwagen überfällt Juwelierläden mit einem abgesägten Vorschlaghammer, ein Exhibitionist treibt auf den Friedhöfen von Aberdeen sein Unwesen und es tauchen reihenweise gefälschte Markenartikel auf. Obendrein darf sich Logan noch mit DSI Graeme Danby herumschlagen, der Knox ins Gefängnis gebracht hat und nach dessen Freilassung die Aberdeener Polizei „unterstützt“.
Steve Polmont wird von einem Leichenspürhund im Fundament eines Hauses einer Neubausiedlung des Edinburgher Gangsterbosses Malcolm MacLennan gefunden. Dessen dringend tatverdächtiger Mitarbeiter Andy Conelly ist jedoch nicht auffindbar. In Polmonts Wohnung findet sich eine erhebliche Menge Diebesgut von der Baustelle sowie unzählige gefälschte Markenartikel. Im Zusammenhang mit den gefälschten Banknoten kann ein Kunststudent festgenommen werden, der jedoch wenige Tage später wieder auf Kaution freigelassen wird. Währenddessen erfährt die Bevölkerung von Aberdeen von Richard Knox, eine aufgebrachte Menge demonstriert vor seinem Haus und setzt dieses später noch in Brand.
Logan trifft erneut auf „Wee“ Hamish Mowat, der ihm 3760 £ in einem Umschlag zusteckt und ihm den guten Rat gibt, Leute wie MacLennon nicht zu unterschätzen und sie deshalb auch nicht mit ihren Spitznamen wie „Malk the knife“ anzusprechen. Logan glaubt zuerst an eine Bestechung, auch nachdem ihm Mowats rechte Hand Reuben einen zweiten Umschlag mit 2460 Pfund – mit dem Hinweis, bei James Clay gebe es noch mehr davon – übergibt. Erst am Ende des Buches erkennt Logan den versteckten Hinweis auf die Falschgelddruckerei von James Clay.
Auch die Überfälle auf die Juwelierläden kann Logan klären und drei Tatverdächtige festnehmen. Der Exhibitionist konnte auch geschnappt werden, nachdem er sich vor einer ehemaligen Profi-Kickboxerin entblöst hatte, die ihn daraufhin „grün und blau geprügelt“ hat.
Der Fall von Richard Knox gestaltet sich wesentlich schwieriger, vor allem als auch noch Julie, Tony und Neil aus Newcastle auftauchen. Julie gibt sich später als Sergeant Julie Bultitute von der SOCA, der Serious Organized Crime Agency zu erkennen. Diese entführen Knox und Danby, um ihnen mit Gewalt den Verbleib der Hinterlassenschaft von Michael „Mad Mikey“ Maitland zu entlocken, dessen Buchhalter Knox war. Sie vermuten, dass dieser weiß, wo Maitlands Vermögen zu finden ist. Logan durchkreuzt diesen Plan, muss eine Beamtin von der SOCA, die ihn zudem mit einer Schusswaffe bedroht, unverrichteter Dinge ziehen lassen. Am Ende des Buches stellt sich heraus, dass Knox Zugriff auf etwa zehn Millionen Pfund von Maitlands Vermögen hat und Danby 4,6 Millionen bestochen hat, damit ihm dieser nach seiner Entlassung zur Flucht verhilft. Knox sieht einer rosigen Zukunft entgegen, in der sich weiterhin an älteren Männern vergehen will während sich Danby am Flughafen von Newcastle in Richtung Australien absetzen will. Davon wird er jedoch von einem gewissen „Alfie“ mit Waffengewalt abgehalten und zu einem Mr. Cunningham gebracht, der sich mit Danby über gescheiterte Drogenlieferungen unterhalten möchte.

## Allgemeines
Anders als in seinen bisherigen Büchern hat Stuart MacBride für Dunkles Blut keine Rolle in seinem Buch einer Person gewidmet, die Geld für eine wohltätige Organisation gesammelt oder gespendet hat. Aus dem Nachwort geht jedoch hervor, dass Namen der Personen Graeme Danby, Julie Bultitude, Dave Goulding, Fiona Martin, Susanna Frayn und Allan Guthrie ihren Ursprung in lebenden Personen haben.

Nachdem MacBride im vorherigen Roman angekündigt hatte, dass dieses Buch nicht im Sommer spielen werde, findet die Handlung im Januar statt. Schnee, Kälte und vor allem die wetterbedingten Verkehrsverhältnisse werden im Buch ausgiebig thematisiert. 

„Der Strand von Balmedie reichte auch zu den besten Zeiten nicht ganz an die Costa del Sol heran, aber um halb elf an einem kalten Januarmorgen hätte sich hier sogar ein Eisbär den Arsch abgefroren. Aberdeen – zwei Grad nördlich von Moskau. Hätte die Stadt einen Zoo gehabt, man hätte den Pinguinen im Winter Pudelmützen aufsetzen müssen.“